# Белов, Олег Петрович
Оле́г Петро́вич Бело́в (род. 20 ноября 1963, Гороховец, Владимирская область, РСФСР, СССР) — российский преступник, житель Нижнего Новгорода, признанный виновным в массовом убийстве собственной семьи (6 детей, беременной супруги), убийстве матери и угрозе применения насилия в отношении представителя власти (при задержании). 4 августа 2015 года Белов был задержан, а 6 августа — заключён под стражу. 29 июня 2016 года был отправлен в колонию особого режима под присмотром психиатра на пожизненный срок.

## Биография

### Детство и юность
Олег Белов родился в 1963 году во Владимирской области. По словам самого Белова, ещё в раннем детстве он обладал необыкновенными способностями к математике и физике, его родители надеялись, что Олег станет академиком. Согласно показаниям, данным Беловым на суде по делу о массовом убийстве, он без труда поступал в московские вузы, в том числе в МИФИ.
Будучи школьником, Белов увидел во сне детальное строение летающей тарелки. С раннего детства он мечтал сконструировать данный аппарат и отправиться на другую планету. Как рассказал Белов, у него имелась «программа, расписанная на 300 лет».
В 1992 году крестился в церкви адвентистов седьмого дня. Однако впоследствии он был исключён из общины за прелюбодеяния.

### Семья
В 2009 году переехал на постоянное место жительства в Нижний Новгород. В последнее время проживал в Нижегородском районе Нижнего Новгорода вместе с супругой и 6 детьми. При этом супруга Юлия Белова (Зайцева) была беременной.
Оба супруга не работали: Юлия Белова получала пособие по беременности, а Олег Белов — пенсию по инвалидности.
В семье постоянно происходили ссоры. Олег Белов неоднократно наносил побои жене и детям, угрожал.
В 2010 году Белов даже ударил жену обухом топора по голове. В местной администрации семья состояла на учёте как неблагополучная и необеспеченная. С 2013 года за семьёй наблюдала комиссия по делам несовершеннолетних.

### Дети
В браке с Юлией Беловой (Зайцевой) у Олега Белова родилось шестеро детей:
- Белова Алёна Олеговна (09.03.2008)
- Белов Фёдор Олегович (16.05.2009)
- Белова София Олеговна (18.12.2010)
- Белов Никифор Олегович (02.01.2012)
- Белов Иван Олегович (04.06.2013)
- Белова Дарья Олеговна (15.05.2014)

На момент смерти, 27 июля 2015-го года, Алёне было семь лет и четыре месяца, 
Феде шесть лет и два месяца, 
Соне четыре года и семь месяцев,
Никифору три года и шесть месяцев,
Ване два года и один месяц,
Даше один год и два месяца.

### Убийства
В конце июля 2015 года, по показаниям соседки, в семье Беловых произошла ссора. Были слышны крики и призывы о помощи, однако полицию соседка не вызывала. Впоследствии было установлено, что Белов ударил супругу по лицу кулаком в результате бытового конфликта, возникшего из-за неправильной, по его мнению, стрижки младшего сына. Ранее (15 июня 2015 года) погибшая супруга Белова написала исковое заявление и отразила в нём, что муж систематически избивал её и детей.
27 июля 2015 года в понедельник Олег Белов пришёл в детский сад, куда обычно его супруга приводила детей, и сообщил, что семья уехала в деревню. В последующем, чтобы не вызывать подозрения, Белов ходил на молочную кухню, где брал по талонам молоко для младших детей. Однако через неделю теща Белова обратилась в полицию, так как длительное время не могла связаться с дочерью и не верила в отговорки зятя об убытии семьи в деревню. Прибывший по домашнему адресу наряд полиции обнаружил в квартире расчленённые останки 6 детей и супруги Белова, упакованные в девятнадцать полиэтиленовых мешков. Местонахождение отца и мужа погибших на тот момент было неизвестно.
Правоохранительными органами были незамедлительно организованы розыскные мероприятия по установлению местонахождения Белова и в тот же день, на дачном участке в городе Гороховец Владимирской области было обнаружено закопанным в землю расчленённое тело матери Белова с множественными колото-резанными ранениями. Олег Белов был объявлен в федеральный розыск.
Поздно вечером 4 августа 2015 года Белов был обнаружен сотрудниками ГУУР МВД России в доме на одном из дачных участков города Коврова во Владимирской области. По версии следствия, Белов намеревался убить тёщу Валентину Зайцеву и устроил засаду в ожидании её возвращения. Однако она в этот момент находилась в Нижнем Новгороде, о чём Олег Белов не знал. При себе у него был нож.
Со слов самого Олега Белова следовало, что убийство своей матери он совершил ввиду того, что соседи по дому её просто «закидают камнями» после новости об убийстве жены и детей её сыном. Он решил её убить и похоронить. Со слов следователя Дмитрия Хана, Олег Белов при проверке его показаний на месте сообщил, что под обманным предлогом позвал мать собирать малину на расположенном по соседству земельном участке. Далее он долго собирался с мыслями и молился Богу, чтобы убить мать. И решившись, со словами: «Боже, помоги мне убить маму» он нанёс матери множественные удары ножом в область груди и живота.
К этому моменту место его нахождения было установлено правоохранительными органами. При задержании Белов с ножом в руках стал высказывать угрозы убийством в отношении сотрудников полиции и сделал выпад в сторону одного из сотрудников ГУУР МВД России, но в ответ был ранен из огнестрельного оружия в живот, после чего взят под стражу и госпитализирован. Уже 10 августа врачи сообщили о том, что операция прошла успешно и состояние Белова улучшилось. Ни одного жизненно важного органа пуля не задела, Белов очень быстро пошел на поправку.
Погибшие — шестеро детей Олега Белова и супруга — были похоронены в сентябре 2015 года на Троицко-Никольском кладбище в Коврове. Мама Юлии — Валентина Зайцева — проходила курс реабилитации после перенесённого сердечного приступа.

### Арест, следствие и суд
6 августа 2015 года Олег Белов был заключён под стражу в ходе закрытого выездного судебного заседания, прошедшего в больнице № 35 Нижнего Новгорода, куда обвиняемого перевезли для дальнейшей госпитализации после ранения. Изначально Белову предъявлено обвинение в совершении преступлений, предусмотренных п.п. «а, в» ч. 2 ст. 105 (убийство двух и более лиц, совершённое в отношении малолетнего, с особой жестокостью, в целях скрыть другое преступление). Впоследствии составы расширены: Белову предъявлены обвинения в убийстве двух и более лиц, совершённых в отношении малолетнего, с особой жестокостью, и в целях скрыть другое преступление, а также в угрозе применения насилия в отношении представителя власти (п.п. «а, в, д, к» ч. 2 ст. 105 (убийство двух и более лиц, совершённое в отношении малолетнего, с особой жестокостью, в целях скрыть другое преступление) и ч. 1 ст. 318 УК РФ).
12 августа суд принял решение о переводе Олега Белова из больницы в Следственный изолятор. Кроме того, выяснилось, что Олег Белов состоял на учёте в психоневрологическом диспансере Владимира, ранее привлекался к уголовной ответственности за избиение девушки, но был освобождён от наказания в силу психического заболевания. В начале 2000-х годов он уехал в Нижний Новгород для постоянного проживания, не сообщив местным врачебным учреждениям о своём психическом заболевании и предыдущей постановке на психиатрический учёт.
Олег Белов первое время отрицал вину в совершённом преступлении, но на допросе, проводимом руководителем следственной группы Ханом Дмитрием, не сдержался, расплакался и покаялся в убийстве всех членов своей семьи. Убийству предшествовал многолетний конфликт в семье, намерения супруги к расторжению брака. Искрой в данном конфликте послужила бытовая ссора из-за неправильной стрижки сына. В августе 2015 года Белов в ходе проверки его показаний на месте продемонстрировал следствию, как именно убивал каждого из членов своей семьи. По информации следствия, для убийства Белов использовал ранее подаренный супругой нож, а после расчленил тела при помощи топора, завернул части тел в тряпки и поместил их в мусорные пакеты. В дальнейшем Белов планировал захоронить расчленённые тела родных в Семёновском районе Нижегородской области, где в одной из деревень у тёщи Белова имелся заброшенный домик. Планы Белова нарушил поступивший звонок от сотрудников отдела полиции г. Коврова Владимирской области, которые по обращению Зайцевой Валентины, разыскивали дочь последней. Осознав, что он скоро будет раскрыт, Белов решил лишить жизни собственную мать, проживающую в г. Гороховец Владимирской области. При проверке показаний на месте следователь Хан Дмитрий спросил у арестованного Белова Олега: «Какие мысли у вас были в голове непосредственно перед тем, как вы убили собственную мать?», на что Белов Олег ответил: «Я молился господу, чтобы он дал мне сил убить маму». Объяснил Белов убийство матери страхом позора, который мать бы не пережила: «Соседи просто бы забросали маму камнями, узнав что я сделал со своей семьёй».
В октябре 2015 года следователь по особо важным делам третьего следственного управления Главного следственного управления Следственного комитета России с дислокацией в Нижнем Новгороде подполковник юстиции Хан Дмитрий Вилориевич завершил все следственные действия по делу Белова. Также стали известны результаты судебно-психиатрической экспертизы, проведённой в Научном центре социальной и судебной психиатрии им. В. П. Сербского. Согласно выводам экспертизы, Белов страдал психическим расстройством («шизофрения»), однако данное заболевание не исключало его вменяемости в момент совершения преступлений. То есть обвиняемый, хоть и страдал психическим заболеванием, но, с учётом ремиссии, он осознавал фактический характер и общественную опасность своих действий. Согласно решению экспертов, Белов подлежит уголовной ответственности, но должен будет пройти курс принудительного лечения шизофрении по месту отбывания наказания.
По данным следствия, в СИЗО Олег Белов вёл спокойный образ жизни, занимался йогой, ел с аппетитом и с удовольствием выходил на прогулки.
В ноябре 2015 года следственными органами материалы уголовного дела в отношении Олега Белова направлены в суд.
9 декабря 2015 года Нижегородский областной суд продлил срок заключения Олегу Белову в СИЗО на 6 месяцев. При этом обвиняемый выступил с ходатайством о переводе на домашний арест или под подписку о невыезде, но ему было отказано. Прокурор выступил против изменения меры пресечения. Кроме того, Олег Белов планирует ходатайствовать у суда о проведении судебных заседаний в закрытом режиме.
Судебный процесс по делу Олега Белова начался 16 декабря 2015 года. В своей речи подсудимый признал свою вину и попросил прощения у тёщи Валентины Зайцевой. По его словам, он раскаивается в содеянном и не верит в случившееся.
Во время суда Белов ходатайствовал о предоставлении ему возможности работать на рынке Forex, чтобы заработать 200 млн рублей. Судом просьба была отклонёна.
19 мая во время судебного заседания Олег Белов отказался от признательных показаний, заявив о своей невиновности. По словам подсудимого, оговорить себя он был вынужден из-за угроз. Кроме того, Белов пожаловался, что адвокат ненадлежащим образом его защищает, а также неоднократно предлагала «ни с кем в суде не спорить и раскаяться». Отказавшись от вины, подсудимый выдвинул предположение о том, что смерти его супруги и детей могли желать многие лица, в связи с её регулярными жалобами в различные инстанции на представителей власти.
29 июня 2016 года Нижегородский областной суд признал Олега Белова виновным в убийстве восьми человек и угрозе применения насилия в отношении представителя власти, и приговорил его к пожизненному лишению свободы в исправительной колонии особого режима. В связи с тем, что Белов страдает психическим расстройством, он будет проходить принудительное лечение у врача-психиатра по месту отбывания наказания. Кроме этого, суд обязал преступника выплатить тёще Валентине Зайцевой, которая выступала в этом деле пострадавшей, компенсацию за моральный вред в размере 5 миллионов рублей.

## Последствия
Одновременно следователем Дмитрием Ханом было возбуждёно уголовное дело в отношении начальника ОВД Нижегородского района полиции Александра Вольчака, его заместителя Вячеслава Никитина, начальника подразделения Виктора Миллера и участковых уполномоченных Владимира Филимонова и Дмитрия Обливина. По данным следствия, сотрудники полиции не реагировали на обращения жены Белова о хулиганских действиях супруга, нанесении побоев членам семьи, угрозах убийством. Так, согласно изъятым следствием отказным материалам, Белова Юлия неоднократно жаловалась в полицию о регулярных скандалах и побоях мужа. А буквально за месяц до убийства Юлия обратилась с заявлением в полицию, в котором указывала, что Белов Олег избивает её, грозится убить, расчленить тело и выбросить на помойку. Однако сотрудники ОВД никаких надлежащих мер по этим обращениям не предприняли.
8 августа 2015 года суд удовлетворил ходатайство следствия об аресте Виктора Миллера. Следователи установили, что являясь непосредственным начальником участкового Владимира Филимонова, четырежды согласовывал постановления об отказе в возбуждении уголовного дела, которые тот выносил по заявлениям супруги Олега Белова.
Участковые уполномоченные Дмитрий Обливин и Владимир Филимонов находятся под домашним арестом.
По сообщениям СМИ, из-за возбуждения уголовного дела в отношении полицейских, в знак протеста, 9 участковых уполномоченных в Нижнем Новгороде подали рапорты об отставке. Одной из причин своего решения они называли опасение в «цепной реакции».
В июне 2018 года двое участковых уполномоченных Дмитрий Обливин и Владимир Филимонов были признаны судом виновными в совершении преступления, предусмотренного ч. 3 ст. 293 УК РФ, а именно в халатном отношении к своей службе, которое повлекло особо тяжкие последствия в виде смерти членов семьи Белова.